# Isabell Ahlström
Isabell Ahlström, född 18 december 1981, är en svensk friidrottare (långdistanslöpning). Hon tävlar för Rånäs 4H. 

## Personliga rekord
| Utomhus - 800 meter – 2:11,89 (Växjö 8 augusti 1998) - 1 000 meter – 2:51,36 (Stockholm 15 maj 1999) - 1 500 meter – 4:29,09 (Karlskrona 16 augusti 1998) - 3 000 meter – 9:47,70 (Borås 12 augusti 2001) - 2 000 meter hinder – 6:44,12 (Lillehammer, Norge 19 augusti 2001) - 3 000 meter hinder – 10:22,16 (Göteborg 2 september 2001) | Inomhus - 800 meter – 2:14,26 (Sätra 3 februari 1999) - 1 500 meter – 4:29,33 (Sätra 27 januari 1999) - 3 000 meter – 10:01,08 (Göteborg 17 februari 2001) |

### Fotnoter
1. ↑  Wiger 2006, s. 196.
2. 1 2  Wiger 2006, s. 255.
3. 1 2  Wiger 2006, s. 256.
4. 1 2  ”Personsida hos IAAF”. iaaf.org. https://www.iaaf.org/athletes/sweden/isabell-ahlstrom-184211. Läst 19 oktober 2016.
5. 1 2 3 4 5 6 7 8 9  ”Personsida på AllAthletics”. all-athletics.com. Arkiverad från originalet den 20 oktober 2016. https://web.archive.org/web/20161020035932/http://www.all-athletics.com/node/148041. Läst 19 oktober 2016.